# John av Gloucester
John av Gloucester, född cirka 1470, död 1499, var en illegitim son till den engelske kungen Richard III.
Johns far kungen stupade 1485 i slaget vid Bosworth Field. John avrättades antagligen 1499 av Henrik VII efter flera år i fängelse.